# Csillag Pál (matematikus)
Csillag Pál, 1916-ig Stern (Budapest, 1896. április 17. –  Budapest, 1944. december 24.) matematikus.

## Életpályája
Stern Leó (1860–1910) gyári tisztviselő és Schüller Emma (1869–1960) fia. Főiskolai tanulmányait Budapesten végezte. Részt vett a Galilei Kör munkájában. 1921-ben doktorált a Budapesti Tudományegyetemen Fejér Lipót irányításával. 1924-ben a budapesti Goldberger-textilgyárban matematikusként alkalmazták. Tehetsége ellenére nem sikerült elhelyezkednie a felsőoktatásban. 1938-ban zsidó származása miatt nyugdíjazták. 1944-ben a budapesti gettóban halt meg.

## Munkássága
Kutatási területei: hatvány- és Fourier-sorok, függvénytan és halmazelmélet.

### Főbb művei
- Hatványsorra vonatkozó két összetartási kritérium kapcsolatáról
- Korlátos ingadozású függvények Fourier-féle állandóiról
- Untersuchungen über die Borelschen Verallgemeinerungen des Picardschen Satzes (Mathem. Annalen, 1928. 100. Bd. 3. Heft)
- Über die Verteilung iterierter Summen von positiven Nuttfolgen mod 1. (Acta Scientiarum Mathem., Szeged, 1929. IV. 3. füzet)
- Über die gleichmässige Verteilung nichtganzer positiven Potenzen mod 1. (Szeged, V. I. füzet 1930. VI. 7.)
- Über ganze Funktionen, welche drei nicht verschwindende Ableitungen besitzen (Mathem. Annalen, 1935. 110. Bd. 5. Heft.)
- Eine Bemerkung zur Auflösung der eingeschachtelten Rekursionen (Acta Scientiarum Mathem., Szeged, 1947)